# Knebworth House
A Knebworth House egy vidéki kúria az Egyesült Királyságban, Angliában, Hertfordshire megyében, Knebworth falu közvetlen közelében. Ma az udvarán tartott pop-rock koncertekről ismert elsősorban.

## Története
A ház a Lytton család tulajdona az 1490-es évek óta. Ekkor adta el Thomas Bourchier a majorságot Sir Robert Lyttonnak. A ház eredetileg egy vöröstéglából épült késő gótikus épület volt, ami egy központi udvar köré épült fel. 1813 és 1816 között a házat részben lebontották, csak a nyugati szárnya maradt meg, és azt is újjáépítették Tudor-stílusban, John Biagio Rebecca tervei alapján, Mrs. Bulwer-Lytton megrendelésére, majd újra átalakították 1843-45-ben, mai alakjára. Leghíresebb lakója Edward Bulwer-Lytton viktoriánus író, drámaíró és államférfi, aki a kertet olasz stílusban alakíttatta ki. A családhoz tartozott még Constance, aki a szüfrazsett mozgalom egyik alakja volt, és Robert, India alkirálya.
Több neves személy is megfordult a házban: I. Erzsébet királynő, Benjamin Disraeli, Sir Winston Churchill és Charles Dickens, akiről azt tartják, hogy részt vett az itteni amatőr színjátszásban. Dickens 10. gyerekét Edward Bulwer Lytton Dickens névre anyakönyveztette. A ház mai lakói Henry Lytton-Cobbold és családja.

## A ház ma
A ház, udvara és kertjei nyitva állnak a látogatók előtt. Az udvaron kalandpark, kisvasút és dinoszaurusz-ösvény van kialakítva a gyerekek számára. Számos rendezvénynek is helyszíne a ház, ezek közül a legismertebbek a szabadtéri popkoncertek, neves fellépőkkel, mint Led Zeppelin, Queen, Robbie Williams, Linkin Park, Phil Collins, Eric Clapton és sokan mások.
A házhoz tartozik egy gyógynövénykert és egy labirintus is.
Több film jeleneteit is a házban forgatták. Többek között a Batman-ben Bruce Wayne házaként, a Király beszédében a balmorali jelenetek hátteréül szolgált.

## Fordítás
Ez a szócikk részben vagy egészben  a   Knebworth House című angol Wikipédia-szócikk ezen változatának fordításán alapul.  Az eredeti cikk szerkesztőit annak laptörténete sorolja fel. Ez a jelzés csupán a megfogalmazás eredetét és a szerzői jogokat jelzi, nem szolgál a cikkben szereplő információk forrásmegjelöléseként.
Ez a szócikk részben vagy egészben  a   Concerts at Knebworth House című angol Wikipédia-szócikk ezen változatának fordításán alapul.  Az eredeti cikk szerkesztőit annak laptörténete sorolja fel. Ez a jelzés csupán a megfogalmazás eredetét és a szerzői jogokat jelzi, nem szolgál a cikkben szereplő információk forrásmegjelöléseként.